# Magnetostratigrafia
A magnetostratigrafia é o estudo da sucessão de inversões de polaridade (e intensidade) do campo magnético terrestre registradas em sequências de rochas ígneas e rochas sedimentares, e o uso de sequências estabelecidas para fins estratigráficos.
De fato, muitos sedimentos, principalmente minerais ricos em ferro, têm a propriedade de conservar a direção do campo magnético da Terra no momento de sua deposição.  Essa magnetização restante pode ser preservada ao longo do tempo por bilhões de anos e medida em laboratório em amostras de rochas.  Desta forma, as séries sedimentares permitem revelar a sucessão de inversões de polaridade do campo magnético da Terra.  Seguindo os princípios da estratigrafia, os corpos rochosos com polaridade magnética uniforme são identificados como unidades magnetostratigráficas. O estudo de inversões de polaridade magnética em sucessões sedimentares (paleomagnetismo) e anomalias magnéticas do fundo do oceano, nos permitiu construir uma escala de referência das inversões de polaridade do campo magnético da Terra nos últimos 180 milhões de anos da história da Terra. 
Outras unidades importantes em geologia são as unidades litoestratigráficas , as unidades bioestratigráficas , as unidades geocronológicas e as unidades cronoestratigráficas .  Em termos mais gerais, falamos de formações ou unidades estratigráficas (ou mesmo unidades rochosas ou geológicas) quando queremos indicar de maneira geral um complexo de rochas e solos distintos lateral e verticalmente dos adjacentes para uma ou mais características geológicas ou paleontológicas.